# Beschwerdebuch
Das Beschwerdebuch (auch ein einzelnes Beschwerdeblatt) dient u. a. in Spanien und Portugal dem Gast eines Restaurants oder Hotels, eine Beschwerde einzureichen. Das Beschwerdebuch wird regelmäßig von untereinander unabhängigen Inspektoren überprüft und kann bei nicht angemessener Beachtung härtere Konsequenzen nach sich ziehen.

## Spanien
Die „Hojas de Reclamaciones“ (dt. Beschwerdeformular) sind eine Pflicht für alle spanischen touristischen Betriebe und müssen nummeriert, sowie vom zuständigen Amt beglaubigt sein. Sofern ein Gast ein Beschwerdeformular anfragt, sind die Betriebe verpflichtet, diese auszuhändigen. Sie bestehen aus einem weißen Papier und drei farbigen Durchschreibblättern. Das Original muss innerhalb von 10 Werktagen, nachdem die Beschwerde ausgeschrieben wurde, an die zuständige örtliche Verbraucherbehörde versendet worden sein, sonst erlischt das Recht auf eine Bearbeitung der Beschwerde. Die rosafarbene Kopie wird an den Geschäftsführer übergeben, welcher die Beschwerde für zukünftige Inspektionen aufbewahren muss. Eine grüne Kopie kann der Gast für sich selbst behalten. 

## Portugal
Das Vorgehen ähnelt der Situation in Spanien. In Portugal wird es „Livro de Reclamações“ (dt. Beschwerdebuch) genannt und wird ebenfalls von den Touristikbetrieben, wie Hotels, Restaurants und Campingplätzen, geführt. Es entfällt meist die zusätzliche Übergabe der Beschwerde an die zuständige Verbraucherbehörde, da die lokale Direcção Geral do Turismo (dt. Generaldirektion Tourismus) regelmäßig die Beschwerdebücher auf neue Einträge kontrolliert. Für Urlauber löst sich das Problem aber meist schon dann, wenn sie allein nur nach dem Beschwerdebuch fragen, und ein externer Eingriff durch Behörden ist nicht mehr notwendig.